# Charles Ier de Mantoue
Pour les autres membres de la famille, voir Maison de Gonzague.
Charles Ier Gonzague, duc de Mantoue et de Montferrat, membre de la maison de Gonzague-Nevers, en italien Carlo I Gonzaga, est un prince né le 6 mai 1580 à Paris (France) et mort le 22 septembre 1637 à Mantoue (Italie), à l'âge de 57 ans. Il est le premier prince d'Arches.

## Biographie

### Enfance
Petit-fils de Frédéric II, duc de Mantoue, fils de Louis de Gonzague, duc de Rethel, prince de Mantoue, et d'Henriette de Clèves, duchesse de Nevers, comtesse de Rethel, Charles est né à Paris dans l'hôtel de Nevers. Fortuné, parent d'Henri IV (ils descendaient tous les deux de Charles de Bourbon-Vendôme) et de plusieurs maisons souveraines, il reçoit une solide éducation tant intellectuelle que militaire.
Ayant atteint l'âge de treize ans et portant le titre de courtoisie de duc Charles de Nevers, il accompagne son père en ambassade auprès du pape Clément VIII et a l'occasion de visiter les cours de Rome, Florence et fait connaissance avec Mantoue où règne son cousin germain Vincent Ier.
Le 18 janvier 1589 il reçoit le titre et la fonction de gouverneur de Champagne avec enregistrement le 5 décembre 1590. Il le transmet « en survivance » à son fils François de Paule de Gonzague, duc de Rethelois, mais du fait de sa mort prématurée le 13 octobre 1622, François de Paule ne succède pas à son père ; le gouvernement de Champagne passera en 1631 à Louis de Bourbon-Soissons.
À 15 ans, en 1595, pour porter secours à Jean de Montluc, gouverneur de Cambrai, il entre dans la ville assiégée par Louis de Berlaymont et des troupes espagnoles, avec une force de 450 cavaliers. La ville tombera quand même aux mains des assiégeants.
Peu de temps après, le 23 octobre 1595, son père Louis meurt à Nesle et Charles se retrouve duc de Nevers et de Rethel de plein droit[réf. nécessaire].

### Mariage
Il épouse, le 1er février 1599, à Soissons, Catherine de Lorraine, fille de Charles II, duc de Mayenne et de Bar (de la Maison de Lorraine-Guise ; c'est le célèbre Mayenne qui s'opposa à Henri IV), et d'Henriette de Savoie-Villars.
Après son mariage, il prend le temps de sillonner quelque peu l'Europe, rendant visite à nombre de cours souveraines, s'instruisant au passage sur l'art de la guerre : ce seront la Flandre, l'Angleterre, la Hollande, la Frise, le Hanovre, le Danemark, la Poméranie, le Brandebourg, la Saxe, la Bohême, la Pologne et l'Autriche qui seront ainsi visités. Il va participer, en octobre 1602, aux côtés des troupes impériales, à un siège de la ville de Buda en Hongrie tenue par les troupes turques, siège au cours duquel il va être blessé, ce qui mettra un terme à son voyage et le ramènera en France. Pendant ses pérégrinations, le 24 juin 1601, Henriette de Clèves-Nevers, mère de Charles, meurt à Paris en son hôtel de Nevers.
Le 6 mai 1606, le jour même de ses 26 ans, il fait commencer les travaux de ce qui va devenir Charles-Ville. Le lieu choisi est situé en son duché de Rethel, à environ 45 km au nord de cette ville, dans une boucle de la Meuse juste en face de la citadelle de Mézières. Près de 35 ans de travaux seront nécessaires pour en faire une ville digne de ce nom. Mais, dès 1608, il en fait la capitale de sa principauté d'Arches.
Charles et Catherine sont sincèrement pieux. En atteste leur quasi-frénésie de création de fondations pieuses, abbayes, monastères, collèges ou hôpitaux, les projets de croisade toutefois déçus, ou le décès de Charles vêtu en moine franciscain en 1637. Ils ont ensemble six enfants :
- François, né le 17 juin 1606, qui portera, à partir à sa majorité en 1619 (treize ans) le titre de courtoisie de duc François III de Rethel et mourra le 13 octobre 1622 à l'âge de seize ans ;
- Charles II, né en 1609, qui deviendra, en 1621 à la mort de son oncle maternel Henri, duc de Mayenne[2] et d'Aiguillon sous le titre de Charles III de Mayenne, puis reprendra, en 1622 à la mort de son frère aîné, le titre de courtoisie de duc Charles IV de Rethel et mourra en 1631 à l'âge de 22 ans. Postérité de son mariage avec sa cousine Marie de Mantoue : suite des ducs de Nevers, Rethel, Mayenne, Montferrat et Mantoue ;
- Ferdinand, né en 1610, qui deviendra, en 1631, à la mort de son frère Charles, duc de Mayenne et d'Aiguillon sous le nom de Ferdinand de Mayenne et mourra en 1632 à l'âge de 22 ans ;
- Louise-Marie, née en 1611, qui épousera successivement deux rois de Pologne, Ladislas IV, dont elle sera veuve, puis son demi-frère Jean II, et mourra en 1667 à l'âge de 56 ans ;
- Bénédicte, née en 1614, qui prononcera ses vœux en 1633, deviendra abbesse d'Avenay près d'Épernay (actuel département de la Marne, France) et mourra le 20 décembre 1637 à l'âge de 23 ans[3] ;
- Anne, née en 1616, qui épousera en 1639 Henri II de Guise, le petit-fils du célèbre Balafré assassiné sur ordre du roi Henri III, dont elle divorcera en 1641 pour se remarier avec Édouard de Bavière-Palatinat (Pfalz-Simmern), petit-fils maternel du roi Jacques VI-Ier Stuart d'Ecosse et d'Angleterre, avec qui elle aura une nombreuse postérité qui s'unira à maintes maisons nobles d'Europe (par exemple les Este-Modène (par Charlotte-Félicité femme de Renaud III de Modène d'où les Orléans-Penthièvre dont le roi Louis-Philippe ; les Condés suivis des Orléans, dont le même Louis-Philippe, d'où les Saxe-Cobourg des Bulgares (Ferdinand Ier) ou des Belges (Louise) ; ou les Saxe par Wilhelmine-Amélie, femme de l'empereur Joseph Ier de Habsbourg, d'où Louis XVI, Louis XVIII, Charles X, d'où les Bourbon-Parme (Charles III), dont l'impératrice Zita…). Elle mourra en 1684 à l'âge de 68 ans, héritière de la maison de Lorraine-Guise par sa mère, et c'est par elle que le titre de duc de Guise est passé aux Condés puis aux Orléans.

Cependant, les treize années qui vont suivre vont être, pour le couple mais surtout pour Catherine, une sombre période de décès consécutifs :
- le 14 septembre 1609, Charles Emmanuel, frère de Catherine, meurt à Naples ;
- le 4 octobre 1611, Charles, père de Catherine, meurt à Soissons ;
- le 14 novembre 1611, Henriette, mère de Catherine, meurt à Soissons ;
- le 8 mars 1618, son épouse Catherine meurt à Paris en l'hôtel de Nevers ;
- le 16 septembre 1621, Henri, frère de Catherine, meurt à Montauban ;
- le 13 octobre 1622, François, fils aîné de Charles et Catherine, meurt à Charleville.

En 1616, à l'emprisonnement du prince de Condé par la régente Marie de Médicis, Charles prend la tête de la grogne de la noblesse envers une royauté affaiblie.

### Succession de Mantoue
Le 26 décembre 1627, a lieu à Mantoue le mariage de son fils cadet héritier Charles (François, l'aîné, est mort en 1622) avec Marie, fille de François IV de Gonzague et nièce du duc Vincent II. Le mariage a été prévu et arrangé par le duc régnant, Vincent II qui, sans doute inquiet de la succession des duchés de Mantoue et Montferrat (le second ayant connu une guerre de succession durant la décennie précédente), voit là l'occasion de donner une suite à son règne. Son père Vincent Ier et le père du marié (Louis de Gonzague-Nevers) étaient cousins, Marie est sa nièce, la fille de son frère l'ancien duc François IV.
Mais, le jour même de ce mariage, le duc Vincent meurt, ouvrant ainsi instantanément la succession des duchés, l'union entre ces deux branches de la maison de Mantoue n'ayant pas assez de légitimité pour revendiquer seule le trône ducal. Dès lors vont se déchaîner tous les appétits : d'un côté, l'Empereur Ferdinand II souhaite installer sur ce trône vacant Ferdinand II de Gonzague, duc de Guastalla, qui lui est fidèle, et le duc de Savoie, Charles-Emmanuel Ier, allié à l'Empereur, qui espère annexer le Montferrat ; d'un autre côté, Charles qui se considère comme le plus proche parent dans les mâles de Vincent II et veut assumer sa succession, soutenu par le roi de France Louis XIII qui défend son fidèle duc de Nevers. À tout cela, se mêle le pape Urbain VIII qui s'oppose à l'Empereur et défend Charles. Un nouvel épisode de la lutte des guelfes (partisans de la Papauté) contre les gibelins (partisans de l'Empereur) s'ouvre, sur fond de guerre de Trente Ans. Dès 1628, les troupes impériales s'emparent de Mantoue, mais l'empereur doit également s'occuper de l'invasion de ses terres par le roi de Suède Gustave II Adolphe ; il accepte donc de traiter avec le camp du duc de Nevers. Le traité définitif de Cherasco sera signé le 6 avril 1631 qui confirmera Charles Ier à la tête des duchés de Mantoue et de Montferrat, tandis que la Savoie s'approprie une partie de ce dernier.

### Fin de vie

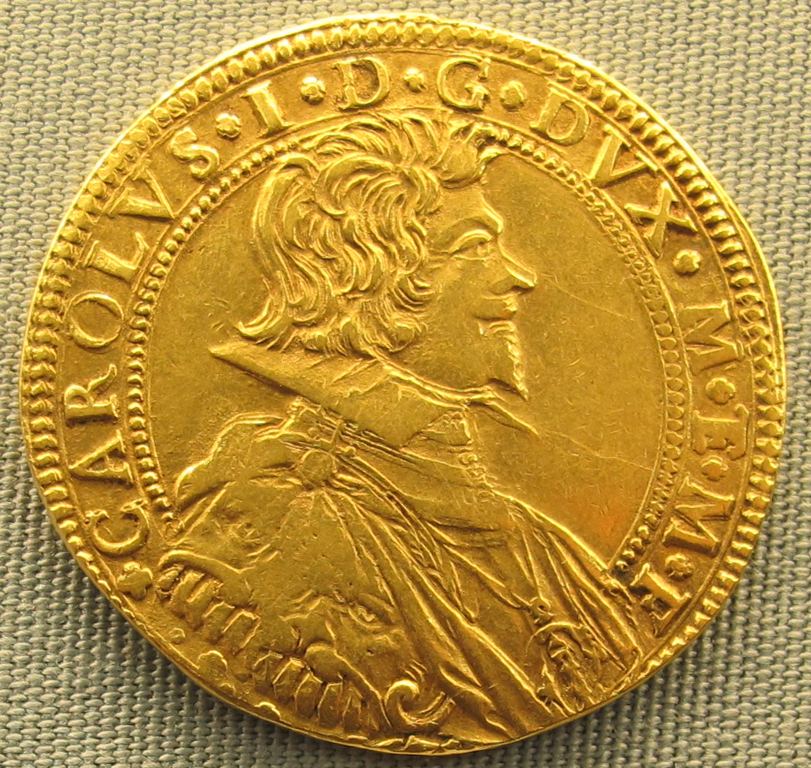
Pièce à son effigie.

En 1628, il vendit sa fabuleuse collection d'art au roi Charles Ier d'Angleterre, collectionneur passionné, par le biais de Daniel Nijs.
À son tour, Charles est frappé dans sa famille :
- le 14 août 1631, son fils puîné et héritier le duc Charles de Mayenne, d'Aiguillon et de Rethel, meurt à Cavriana près de Mantoue ;
- le 25 mai 1632, son fils benjamin Ferdinand duc de Mayenne meurt.

Son petit-fils Charles, fils du cadet Charles, né en 1629, est la seule descendance masculine qui reste à Charles.
Dès lors, partagé entre ses duchés italiens et sa principauté ardennaise, il va consacrer son énergie à gérer les premiers et à poursuivre la construction de Charles-Ville.
Charles meurt le 22 septembre 1637 dans son palais ducal de Mantoue. Toute sa vie, il aura montré l'image d'un prince-soldat de la Renaissance menant grand train, croyant, cultivé et bâtisseur.
La succession de Charles sera assumée par son petit-fils Charles qui réunira les cinq titres ducaux de son ascendance, Nevers, Rethel, Mayenne, Mantoue, Montferrat, le cardinal de Richelieu ayant réuni le duché d'Aiguillon à la couronne de France. Il héritera également de la principauté d'Arches dont il sera le 2e prince.

## Les prétentions impériales grecques[4]

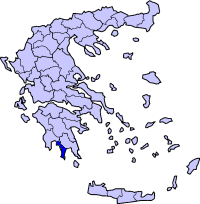
La péninsule du Magne dans la Grèce actuelle

Le prince Charles de Gonzague est un descendant, par sa grand-mère paternelle Marguerite de Montferrat, de la maison des derniers empereurs romains d'Orient, les Paléologues. Ainsi, il est considéré par certains comme un héritier potentiel, voire légitime, du trône byzantin.
Ce cas est notamment illustré par une tentative d'insurrection organisée dans le Magne entre 1612 et 1619. En effet, la population grecque de cette région, encouragée par le clergé, voyait en ce descendant d'Andronic II une solution à la pression exercée sur les populations non musulmanes par l'empire ottoman. Les instigateurs grecs, en tenant informé le duc de Nevers sans que ce dernier n'y participe réellement, échafaudent un plan permettant de soulever tous les chrétiens des Balkans et de Grèce contre le pouvoir turcique. Il est soutenue en cela par le père Joseph, Pierre de Médicis[Qui ?] ou encore Louis XIII.
Le duc de Nevers affrète cinq navires qui brûlent dans le port de Sète, ce qui met fin à sa brève tentative de conquête de la Grèce.
Il est à noter que, si Charles de Gonzague est soutenu par la population grecque, il ne devrait pas être en soit apte à revendiquer la légitimité du trône byzantin. Le dernier prétendant grec, André Paléologue, ayant légué ses prétentions aux rois d'Aragon en 1502, le prétendant sur la période 1612-1619 est alors Philippe III, roi d'Espagne.

## Titres
Il est :
- duc de Nevers (Charles III) en 1601 à la mort de sa mère ;
- duc de Rethel (Charles III) en 1601 à la mort de sa mère ;
- prince d'Arches (Charles Ier) en 1608 ;
- prince de Porcien en 1608 par achat ;
- duc de Mantoue (Charles Ier) en 1631 à la suite de la guerre de Succession de Mantoue ;
- duc de Montferrat (Charles Ier), en même temps que Mantoue ;
- 2e prince de Senonches et de Brezolles.

## Décorations
- Grand Maître de l'ordre militaire du Sang de Jésus-Christ (en).

## Anecdote
Les villes de Nevers, Charleville-Mézières et de Mantoue, trois cités dont Charles a été le souverain, sont aujourd'hui jumelées et entretiennent ainsi des relations socio-culturelles.

## Hommage

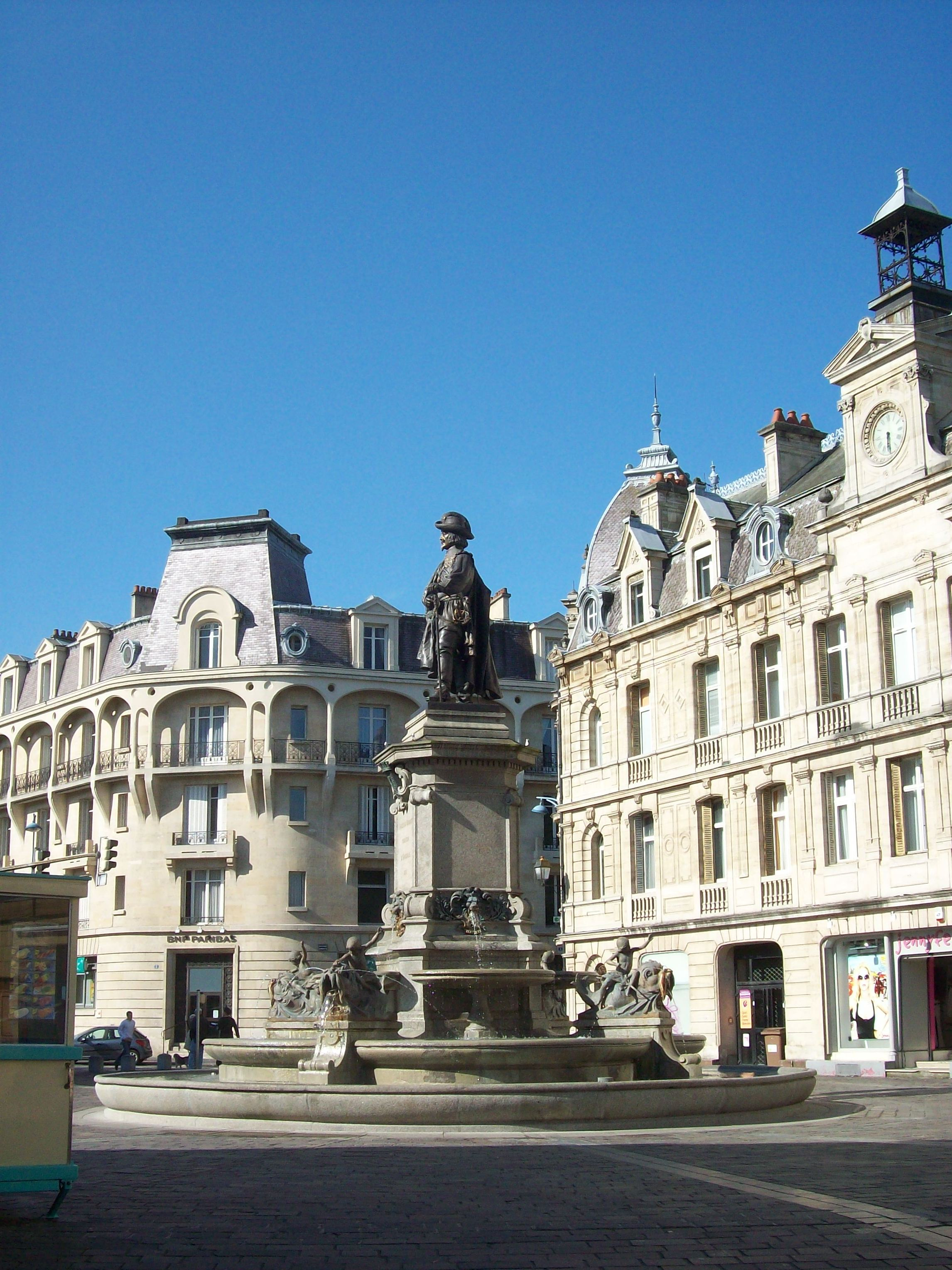
Charleville-Mézières – Fontaine de Charles de Gonzague.

La Poste française lui dédiait en 2013 un timbre d'une valeur importante[réf. nécessaire] : 0,80 euro, pour des lettres ordinaires à l'étranger.